# Technology Enhanced Learning
Per Technology Enhanced Learning (TEL) s'intende un insieme di metodologie formative, basate su particolari tecnologie digitali, che enfatizzano l'interattività del processo di apprendimento, la sperimentazione attiva dei saperi e la costruzione comune delle conoscenze. Si tratta di soluzioni che ampliano e arricchiscono le potenzialità offerte dall'e-learning e più in generale dagli strumenti della Rete (spesso integrandosi con questi ultimi) ma che possiedono specificità tecniche e metodologiche originali. Fra le T.E.L. è possibile citare i Serious game, la Realtà aumentata (Augmented Reality), la Robotica educativa e i cosiddetti Mondi virtuali (Multiplayer Virtual Worlds).
Esistono sei principali dimensioni dell’e-learning come evidenziato da uno studio dello Joint Information System Commitee del 2004. Queste sei dimensioni sono :
- Connettività – l’accesso alle informazioni è disponibile su scala mondiale;
- Flessibilità – l’apprendimento può aver luogo in qualsiasi momento e in qualsiasi luogo;
- Interattività – la valutazione di apprendimento può essere immediata e autonoma;
- Estensione delle possibilità – i contenuti multimediali possono rafforzare ed estendere l’apprendimento tradizionale;
- Motivazione – le risorse multimediali possono rendere l’apprendimento divertente.